# MW 18014

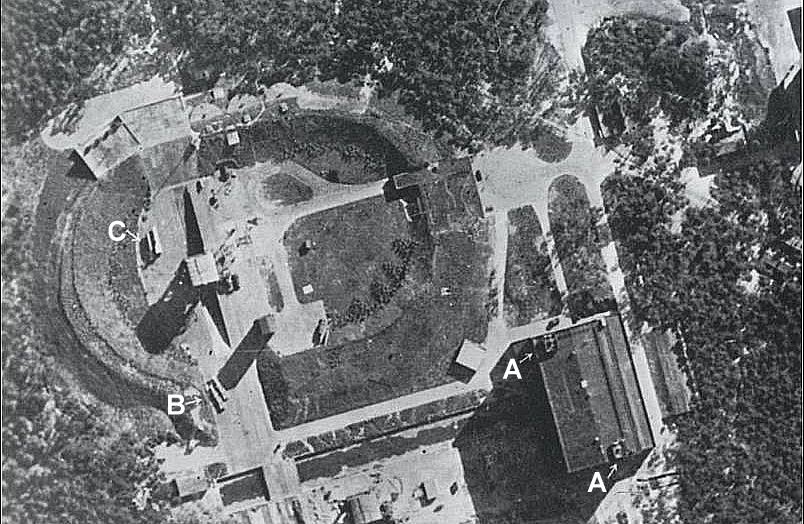
Stanowisko Testowe VII w Peenemünde w czerwcu 1943 roku. Stąd najprawdopodobniej wystartowała rok później rakieta MW 18014

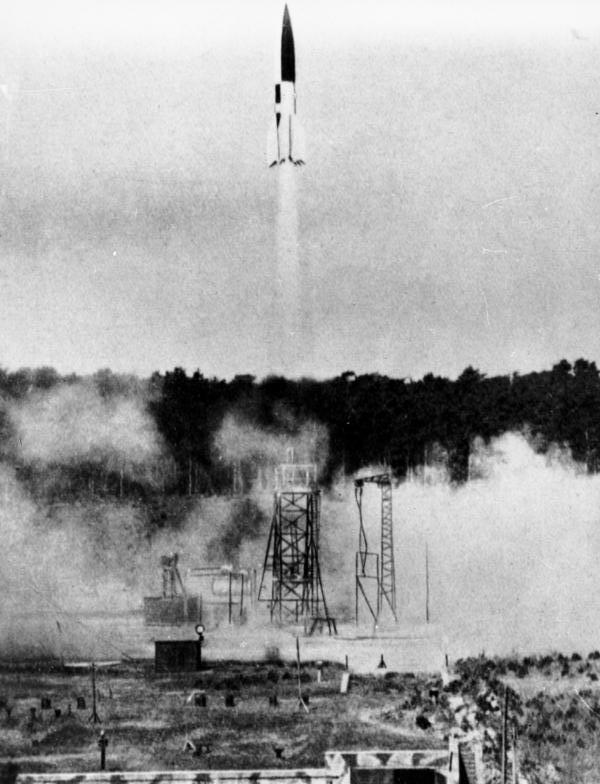
Start analogicznej rakiety A4 21 czerwca 1944

MW 18014 – niemiecki pocisk typu A4, którego testowe wystrzelenie miało miejsce 20 czerwca 1944 roku. Pierwszy obiekt stworzony przez człowieka, który przekroczył linię Kármána i dotarł w przestrzeń kosmiczną osiągając apogeum 176 kilometrów, nie osiągnął jednak prędkości orbitalnej i opadł na Ziemię, stąd misja ta była pierwszym lotem suborbitalnym. Nazwa to numer seryjny zawierający miejsce produkcji rakiety: MW oznacza podziemny kompleks przemysłowy Mittelwerk w górach Harz.

## Tło misji
Wczesne egzemplarze rakiet A4, chociaż potrafiły osiągnąć pułap 90 km były bardzo zawodne. Przykładowo wadliwie zaprojektowana przednia część kadłuba przyczyniła się nawet do 70% awarii w czasie wystrzeleń testowych. W jednym z wypadków wibracje rakiety doprowadziły do zmiany kursu i uderzenia w stanowisko startowe, w wyniku czego śmierć poniosło czterech ludzi z załogi pola startowego.
W 1943 i na początku 1944 roku grupa pracująca nad rakietami w Peenemünde dokonała zmian projektowych i wielu usprawnień, mimo problemów z SS jakie miał dyrektor programu Wernher von Braun oraz opóźnień spowodowanych aliancką operacją Hydra. Sytuacja wojskowa III Rzeszy, w tym operacje Aliantów w północnej Francji były czynnikiem mobilizującym do poprawy niezawodności rakiet A4; zmiany wprowadzone w fabryce w Mittelwerk oraz ulepszenie ciekłych paliw rakietowych przyczyniły się do realizacji tego celu.

## Ustanowione rekordy
Start MW 18014 był jednym z serii testowych wystrzeleń w czerwcu 1944, mających sprawdzić zachowanie rakiet w próżni. MW 18014 pobiła rekord wysokości jednej ze swoich poprzedniczek ustanowiony 3 października 1942 roku i osiągnęła apogeum 176 km.
Rakieta MW 18014 była pierwszym obiektem stworzonym przez człowieka, który dotarł w kosmos, przekraczając linię Kármána. W tamtym czasie nie uznano tego za znaczące, zespół z Peenemünde świętował raczej wystrzelenie rakiety V-4 Rheinbote, która dotarła do termosfery. Dopiero po wojnie Międzynarodowa Federacja Lotnicza (FAI) ustanowiła granicę kosmosu na wysokości 100 km.
Kolejna rakieta wystrzelona w ramach tych samych testów pobiła rekord MW 18014, osiągając apogeum 189 km, nie jest jednak znana dokładna data tego wystrzelenia.